# Pseudopompilia mimica
Pseudopompilia mimica är en fjärilsart som beskrevs av Druce 1898. Pseudopompilia mimica ingår i släktet Pseudopompilia och familjen björnspinnare. Inga underarter finns listade.